# Álvaro López de Carrizosa y Giles
Álvaro López de Carrizosa y Giles (Jerez de la Frontera, 10 de abril de 1861-Madrid, 7 de abril de 1933) también conocido por su título nobiliario de conde del Moral de Calatrava, fue un político maurista español.

## Biografía
Nacido en Jerez de la Frontera el 10 de abril de 1861, formaba parte de una aristocrática asentada en la ciudad, los López de Carrizosa, con otros hermanos políticos como Miguel, Lorenzo y José. Debutó en la arena parlamentaria al ser elegido diputado a Cortes por el distrito cordobés de Priego en las elecciones de 1891. Tuvo sin embargo como feudo el distrito orensano de Puebla de Trives, por el que fue elegido en los comicios de 1896, 1898, 1899, 1903, 1905, 1907, 1910, 1914, 1916, y 1918. En 1894 se le concedió el título nobiliario de conde de Moral de Calatrava. Desempeñó el cargo de senador por la provincia de Orense en 1901 y 1902. Ejerció de subsecretario de la Gobernación entre diciembre de 1903 y febrero de 1905 y entre enero de 1907 y octubre de 1909.
Consuegro de Antonio Maura, formó parte de la minoría maurista constituida en el Congreso en mayo de 1916. En 1919 se convertiría en senador vitalicio.
Falleció en Madrid el 7 de abril de 1933.